# Jeannette Priolli
Jeannette Priolli  (São Paulo, 23 de janeiro de 1948) é uma artista plástica brasileira. Pintora e desenhista, é uma das representantes da chamada Geração 80 .
Jeannette desenvolve uma carreira criativa e multifacetada, trafegando por várias linguagens nas artes plásticas, desde obras figurativas até grandes pinturas geométricas. Com interesse pela arte arte neo-geo (neo-geometric conceptualism), suas telas costumam apresentar formas geométricas coloridas, dispostas muitas vezes de forma simétrica ou que remetem à figura do labirinto. Entre as técnicas utilizadas estão a aquarela, a acrílica e a encáustica sobre tela.
Jeannette tem obras expostas no Museu de Arte de São Paulo (MASP) e na  Pinacoteca do Estado de São Paulo, em São Paulo, no Museu de Arte Moderna (MAM), Museu Nacional de Belas Artes (MNBA) e Paço Imperial, no Rio de Janeiro, no Museu de Arte da Bahia (MAB), em Salvador, e no Museu de Arte Contemporânea do Paraná (MAC/PR), em Curitiba.

## Formação
Jeannette começou a estudar artes plásticas em 1954, aos seis anos de idade, no atelier da pintora e desenhista Colette Pujol. 
Em 1960 passou a frequentar a Fundação Armando Alvares Penteado (FAAP) de São Paulo, tendo aulas com o pintor, desenhista e gravador Nelson Nobrega. 
Entre 1959 e 1966, foi também aluna dos artistas brasileiros Aldo Bonadei, Marcelo Grassman e Darel Valença Lins.
Entre 1972 e 1974, frequentou a École des Beaux-Arts, de Paris, com uma bolsa de estudos do governo francês. 

## Carreira
Em 1960, Jeannette foi convidada por Nelson Nobrega para uma primeira exposição coletiva, na FAAP. 
Em 1975 expôs suas obras no Museu de Arte de São Paulo (MASP).
Em 1973 foi convidada por Yves Chamberland, fundador e diretor do Studio Davout and Château d'Hérouville, para fazer a capa do disco "Drácula I Love You" de Tuca e Mario de Castro (que foi censurada). As letras das músicas "O Sorvete", "Girl", "Para Você com Amor" e "Drácula I Love You" são de sua autoria. Neste mesmo ano a Organisation de la Radio et Télevision Française apresentou, no jornal de l'Île de France, uma reportagem sobre sua exposição na Galeria A.A.A. de Paris.
Em 1989 coordenou o workshop "Cadavre Exquis" na Escola de Artes Visuais do Parque Lage (EAV), no Rio de Janeiro, onde foi professora de pintura entre 1994 e 1998.
Em 2024 desenvolveu uma série de obras sobre Jardins, Pássaros e Flores, que resgata seu encantamento, impregnado do perfume de rosas e tintas à óleo, vivido no atelier da pintora Colette Pujol, sua primeira professora de artes.
 “Nas séries em papeis "Jardins, Pássaros e Flores", a Poesia é o que me interessa. 
Mr. Tôgaku é um personagem fictício." (Jeannette Priolli, 2024)
A obra de Jaeannette já foi objeto de análise e comentários de Pietro Maria Bardi, Frederico Morais, Walmir Ayala, Marcos Lontra, Roberto Pontual, Pedro Mastrobuono, Quirino Campofiorito, Myriam Campello, Francis Boucrot e Jacques Herold, dentre outros jornalistas, ensaístas, críticos e colecionadores de arte.

 “De vez em quando converso com moços e moças armadas de tal fé, cavalheiros do ideal da arte, decididos a vencer, não se importando com contrariedades. Um destes elementos da patrulha dos novos é a Jeannette Priolli. ... Artista de instinto livre, devotada a um trabalho amante das surpresas, de temperamento sensível, sutilmente sensível." (Pietro Maria Bardi, 1972)
 “Qui est-tu Jeannette Prioll? Ton prénom, est français, ton nom est italien, tu est née au Brésil. Monstre, sphinge, vampire, ange de pureté? Dracula t'adore." (Francis Boucrot, 1975) 
 “Sa peinture c'est la peau de la vie occultée, aussi obscure pour le peintre que le spectateure. ... Jeannette Priolli peint avec son corps, avec le regard de sa bouche, avec les plumes de l'oiseau des îles perdues ... " (Jacques Herold, 1975)

## Exposições individuais
- Galeria A.A.A. - Paris, 1973
- Museu de Arte de São Paulo (MASP) - São Paulo, 1975
- Galeria Paulo Klabin - Rio de Janeiro, 1986
- Espaço Capital - Brasília, 1989
- Galeria Paulo Klabin - Rio de Janeiro, 1989
- Galeria Espaço Corpo - Belo Horizonte, 1990
- Galeria Anna Maria Niemeyer - Rio de Janeiro, 1993
- Paço Imperial - Rio de Janeiro, 1994
- Museu de Arte e Cultura - Universidade Federal de Mato Grosso – Cuiabá, 1994
- Museu de Arte Moderna (MAM) - Salvador, 1994

## Exposições coletivas
- Coletiva no Palais des Arts - Paris, 1973
- "Imagem do Brasil" - Manhattan Center - Bruxelas, 1975
- "24 Artistas Plásticos Contemporâneos" - Museu de Arte de São Paulo (MASP) - São Paulo, 1975
- "V Salão de Arte Contemporânea" - São Paulo, 1987
- "44° Salão Paranaense" (Prêmio Pintura) – Curitiba, 1987
- "O Mestre à Mostra" - Parque Laje - Rio de Janeiro, 1989
- "3 Artistas" - Casa de Cultura Lauro Alvim - Rio de Janeiro, 1990
- "3 Artistas" - Galeria Performance – Brasília, 1990
- "Arte Brasileira Contemporânea" - Museu de Arte Moderna (MAM) - Rio de Janeiro, 1990
- "O Processo" - Parque Laje - Rio de Janeiro, 1991
- "MAM AMA" – Petrópolis, 1991
- "Avenida Central" - Museu Nacional de Belas Artes (MNBA) - Rio de Janeiro, 1992
- "Brasilian Contemporary Art" - Parque Laje e Galeria Sergio Milliet - Rio de Janeiro, 1992
- "Brasilian Contemporary Art" - Museu de Arte Contemporânea (MAC) - São Paulo, 1993
- "O Papel do Rio" - Paço Imperial - Rio de Janeiro, 1993
- "Centenário Mário de Andrade" Centro Cultural São Paulo, 1993
- "Coletiva" - Museu Nacional de Belas Artes (MNBA) - Rio de Janeiro, 1993
- "Bandeiras" - Faculdade Estácio de Sá - Rio de Janeiro, 1994*
- "Plural/Singular" - Galeria de Arte UFF - Universidade Federal Fluminense (UFF) Niterói, 1994
- "Coleção Carioca" Paço Imperial - Rio de Janeiro, 1994
- "Mistérios e Fronteiras" - Museu de Arte Moderna (MAM) - Rio de Janeiro, 1995
- "Papel do Brasil: Arte Contemporânea" - Palácio dos Trabalhadores - Pequim - China
- "Geometria - Rio" - Paço Imperial - Rio de Janeiro, 1996
- "Coletiva Acervo" - Museu Nacional de Belas Artes (MNBA) - Rio de Janeiro, 1998
- "Homenagem a Anna Maria Niemeyer" - Paço Imperial - Rio de Janeiro, 2012
- "MASP em Processo" - Museu de Arte de São Paulo (MASP) - São Paulo, 2014-2015
- "Soy mujer, soy latinoamericana" - Exposição Virtual, 2015
- "Arte do Brasil no Século 20" - Museu de Arte de São Paulo (MASP) - São Paulo, 2015
- "Paulo Branquinho Galeria de Arte" - Inauguração com Luiz Áquila, Jeannette Priolli, John Nicholson, Ronaldo do Rego e Gonçalo Ivo - Rio de Janeiro, 2016
- “Em torno dos 80”, Cidade das Artes, Rio de Janeiro, 2023

## Obras da artista

Totem, 2017
O Grande Ídolo Verde, 2018
Convite ao Labirinto, 2019
Sem título, 2022
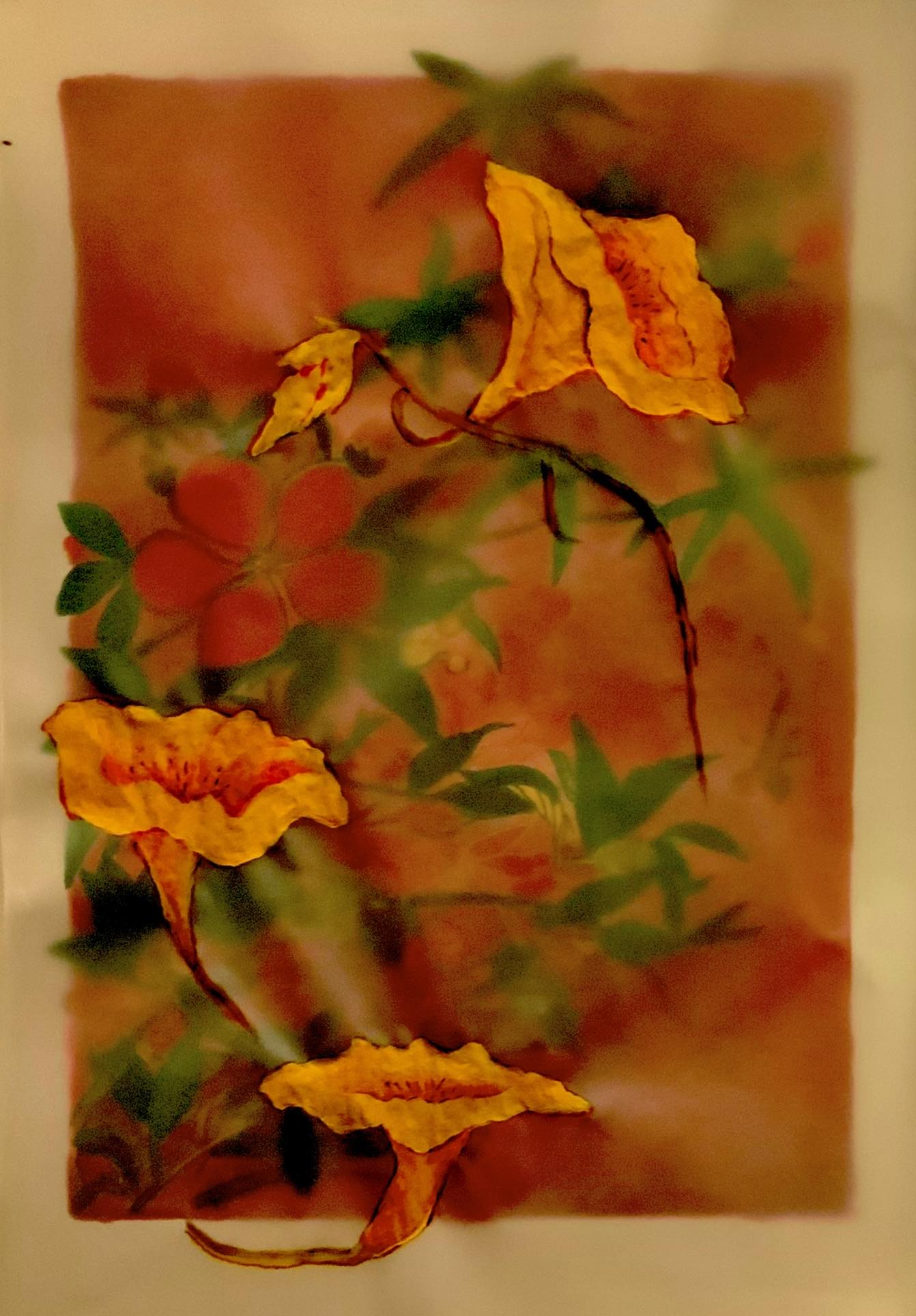
Jardim ao Amanhecer, 2024
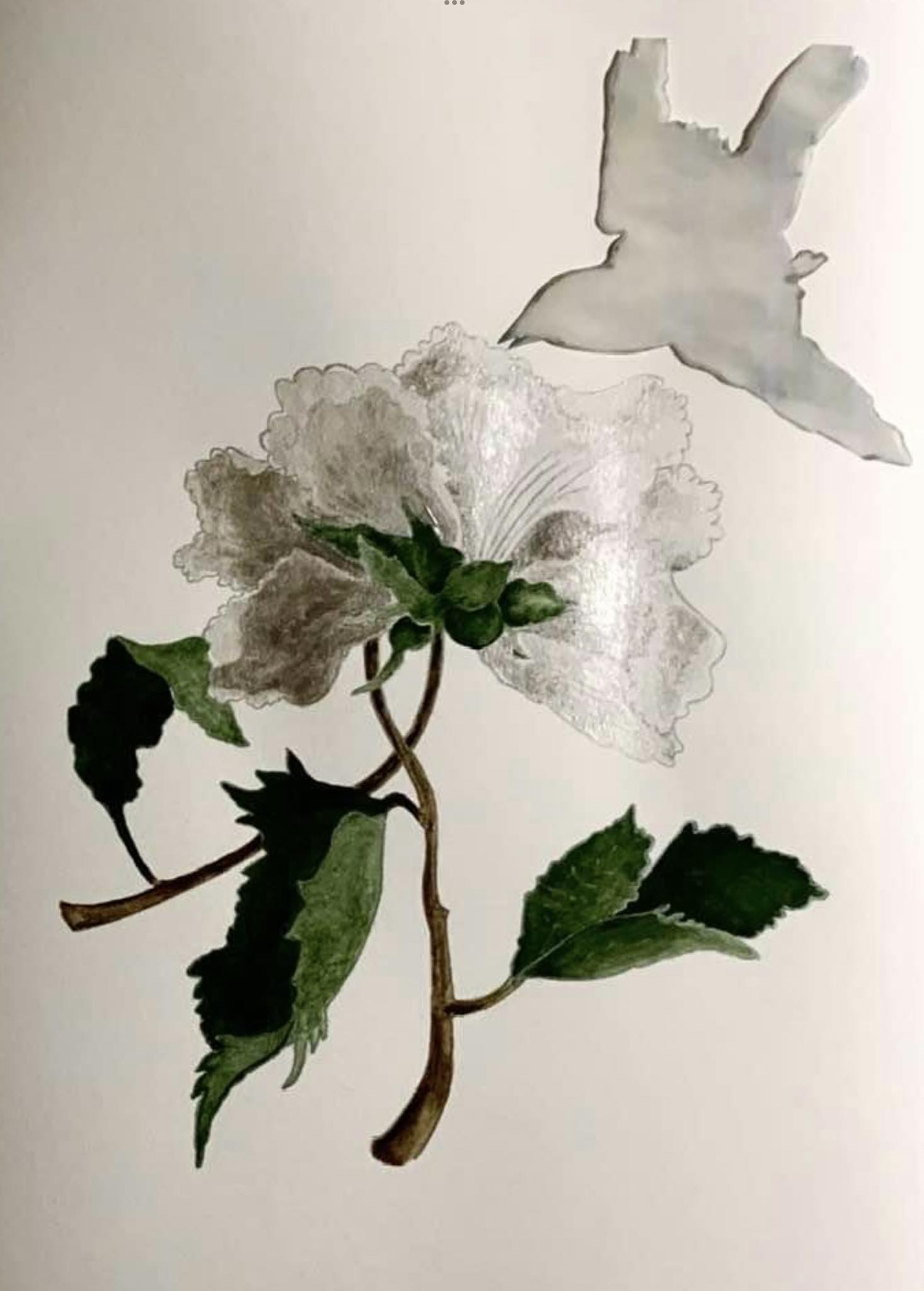
O Passaro Toca a Flor no Jardim de Mr Tôgaku, 2024,
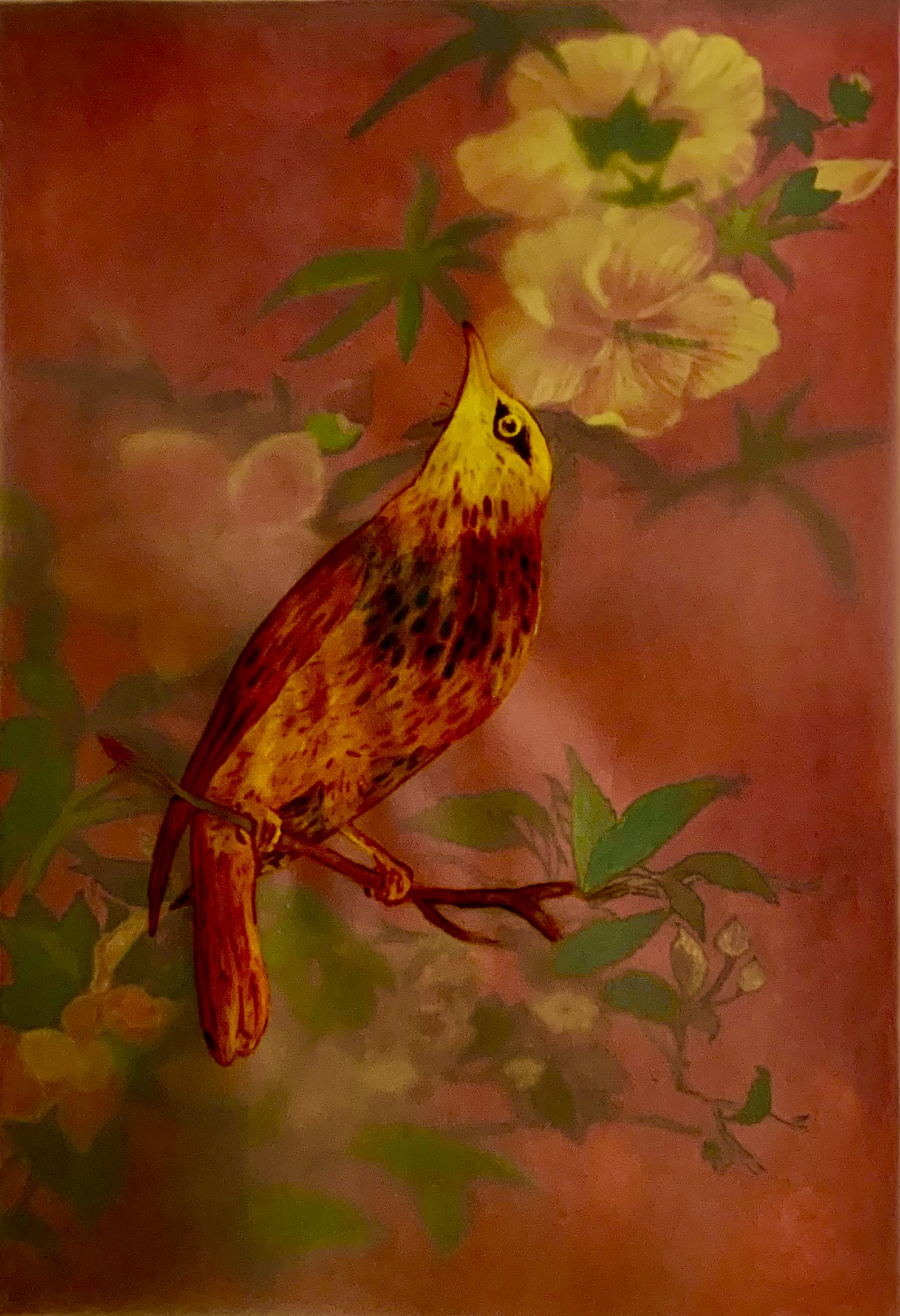
O Passaro Amarelo Canta no Jardim de Mr Tôgaku

## Livros publicados
- "REZA NA CAMA", 2007-2014
- "PESADELO" (infantil), 2015